# Ophrys lutea laurensis
L'ofride del Monte Lauro (Ophrys lutea subsp. laurensis (Geniez & Melki) Kreutz, 2006) è una pianta appartenente alla famiglia delle Orchidacee, endemica della Sicilia.

## Etimologia
L'epiteto sottospecifico (laurensis) si riferisce al Monte Lauro, areale dei primi ritrovamenti di questa entità.

## Descrizione
È una pianta erbacea non molto alta (massimo 15 cm). La forma biologica è geofita bulbosa (G bulb), ossia è una pianta perenne che porta le gemme in posizione sotterranea. Durante la stagione avversa non presenta organi aerei e le gemme si trovano in organi sotterranei chiamati bulbi o tuberi, strutture di riserva che annualmente producono nuovi fusti, foglie e fiori. È un'orchidea terrestre in quanto contrariamente ad altre specie, non è “epifita”, ossia non vive a spese di altri vegetali di maggiori proporzioni.

### Radici
Le radici sono fascicolate e secondarie da bulbo e consistono in sottili fibre radicali posizionate nella parte superiore dei bulbi.

### Fusto
- Parte ipogea: la parte sotterranea del fusto è composta da due tuberi bulbosi a forma ovoidale, arrotondati e di colore biancastro; il primo svolge delle importanti funzioni di alimentazione, mentre il secondo raccoglie materiali nutritizi di riserva per lo sviluppo della pianta che si formerà nell'anno venturo.
- Parte epigea: la parte aerea del fusto è semplice, eretta e robusta. Il colore è verde.

### Foglie
Le foglie basali sono due a forma più o meno lanceolata. Quelle cauline sono pure due con portamenti distinti: una è eretta, l'altra è guainante il fusto. Sulla pagina fogliare sono presenti delle nervature parallele disposte longitudinalmente (foglie di tipo parallelinervie). Il colore delle foglie è fondamentalmente verde.

### Infiorescenza
L'infiorescenza è “indefinita” (senza fiore apicale o politelica) del tipo spiciforme con pochi fiori (massimo 2 – 4 fiori) ravvicinati. Questi ultimi sono posti alle ascelle di brattee a forma lanceolata con una scanalatura centrale; sono più lunghe dell'ovario, ma non del fiore. I fiori inoltre sono resupinati, ruotati sottosopra; in questo caso il labello è volto in basso

### Fiore
I fiori sono ermafroditi ed irregolarmente zigomorfi, pentaciclici (perigonio a 2 verticilli di tepali, 2 verticilli di stami (di cui uno solo fertile – essendo l'altro atrofizzato), 1 verticillo dello stilo).
- Formula fiorale: per queste piante viene indicata la seguente formula fiorale:

X, P 3+3, [A 1, G (3)], infero, capsula

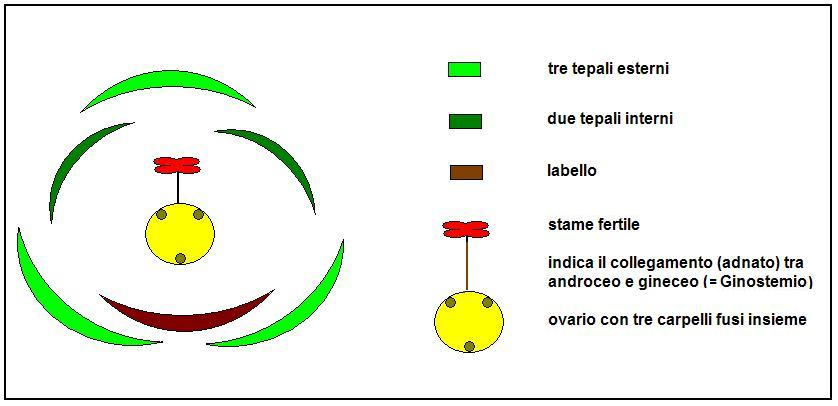
Diagramma fiorale

- Perigonio: il perigonio è composto da 2 verticilli con 3 tepali (o segmenti) ciascuno (3 interni e 3 esterni). I tre segmenti esterni sono patenti (disposti a 90°) a forma ovale. Quello centrale è ripiegato in avanti a protezione degli organi di riproduzione (il ginostemio). I due tepali interni (il terzo, quello centrale, chiamato labello, è molto diverso da tutti gli altri) sono più stretti con margini debolmente ondulati e di colore più chiaro; sono disposti in modo alterno a quelli esterni e anche questi ripiegati in avanti. Colore dei tepali esterni: verdastri. Colore dei tepali interni: verde-giallastro.
- Labello: il labello (la parte più vistosa del fiore) si presenta con un portamento pendente o sub-orizzontale. La forma è convessa e termina con alcuni lobi, glabri e di colore più chiaro (giallo). La parte basale si presenta con un solco incavato, ai lati del quale sono evidenti due gibbosità più chiare. Il colore prevalente è bruno scuro. La macchia centrale è grigiastra , quasi lucente, con bordi più chiari. Tutta la zona centrale del labello è densamente pelosa. Questa sottospecie è priva dello sperone. Lunghezza del labello: 10 – 14 mm.
- Ginostemio:  lo stame con le rispettive antere (in realtà si tratta di una sola antera fertile biloculare – a due logge) è concresciuto (o adnato) con lo stilo e lo stigma e forma una specie di organo colonnare chiamato "ginostemio"[5]. Quest'organo è posizionato all'interno-centro del fiore in posizione eretta rispetto al labello. Il polline ha una consistenza gelatinosa; e si trova nelle due logge dell'antera, queste sono fornite di una ghiandola vischiosa (chiamata retinacolo). I pollinii sono inseriti su due retinacoli distinti tramite delle caudicole, mentre i retinacoli sono protetti da due borsicole[6]. L'ovario, sessile in posizione infera  è formato da tre carpelli fusi insieme[2].
- Fioritura: da aprile a maggio.

### Frutti
Il frutto è una capsula.  Al suo interno sono contenuti numerosi minutissimi semi piatti. Questi semi sono privi di endosperma e gli embrioni contenuti in essi sono poco differenziati in quanto formati da poche cellule. Queste piante vivono in stretta simbiosi con micorrize endotrofiche, questo significa che i semi possono svilupparsi solamente dopo essere infettati dalle spore di funghi micorrizici (infestazione di ife fungine). Questo meccanismo è necessario in quanto i semi da soli hanno poche sostanze di riserva per una germinazione in proprio.

## Biologia
La riproduzione di questa pianta può avvenire in due modi:
- per via vegetativa in quanto uno dei due bulbi possiede la funzione vegetativa per cui può emettere gemme avventizie capaci di generare nuovi individui (l'altro bulbo generalmente è di riserva).
- per via sessuata grazie all'impollinazione degli insetti pronubi; la germinazione dei semi è tuttavia condizionata dalla presenza di funghi specifici (i semi sono privi di albume – vedi sopra). La disseminazione è di tipo anemocora. Come per altre specie di Ophrys anche in questa l'impollinazione avviene tramite un ben definito maschio di imenottero del genere Andrena[4] (in questo caso specifico si tratta dell'ape Andrena schulzi[8]) che riconosce (o crede di riconoscere) nella figura disegnata sul labello una propria femmina e quindi tenta una copulazione col solo risultato di trasferire il polline da un individuo floreale all'altro. Anche il profumo (non sempre gradevole per noi umani) emesso dall'orchidea imita i ferormoni dell'insetto femmina per incitare ulteriormente l'insetto maschio all'accoppiamento.

Questo fiore è privo di nettare per cui a impollinazione avvenuta l'insetto non ottiene nessuna ricompensa; questa specie può quindi essere classificata tra i “fiori ingannevoli”.

## Distribuzione e habitat
Questa sottospecie è un endemismo del Monte Lauro, del gruppo dei Monti Iblei nella Sicilia sud-orientale.
Cresce in zone erbose su substrato basaltico attorno ai 900 m s.l.m..

## Tassonomia

### Sinonimi
Questa entità ha avuto nel tempo diverse nomenclature:
- Ophrys laurensis  Geniez & Melki (basionimo)
- Ophrys sicula var. laurensis (Geniez & Melki) Hennecke
- Ophrys subfusca subsp. laurensis (Geniez & Melki) Kreutz

## Conservazione
Come tutte le orchidee è una specie protetta e quindi ne è vietata la raccolta e il commercio ai sensi della Convenzione sul commercio internazionale delle specie minacciate di estinzione (CITES).